# Bustillo de Chaves
Bustillo de Chaves település Spanyolországban, Valladolid tartományban.  Lakosainak száma 65 fő (2024).

## Népesség
A település népessége az utóbbi években az alábbiak szerint változott:
| Lakosok száma | 90   | 102  | 107  | 95   | 79   | 83   | 72   | 69   | 68   | 65   |
|               | 2001 | 2004 | 2007 | 2009 | 2012 | 2014 | 2017 | 2019 | 2022 | 2024 |